# Форст (Лужица)
Форст или Баршч (нем. Forst, н.-луж. Baršć) — город в Германии, районный центр, расположен в земле Бранденбург.
Входит в состав района Шпре-Найсе. Занимает площадь 109,91 км². Официальный код — 12 0 71 076.
Известен тем, что почётным гражданином города был Гитлер.

## Административное деление
Подразделяется на городские районы:
- Борау (Боров)
- Грос-Бадемёйзель (Велике-Божемысле)
- Грос-Ямно (Ямне)
- Закро (Закрёв) с деревней Ной-Закро (Новы-Закрёв)
- Клайн-Бадемёйзель (Мале-Божемысле) с деревней Фёрстерай-Бадемёйзель (Божемысланьска-Голикарьня)
- Клайн-Ямно (Мале-Ямне)
- Мулькниц (Малкса)
- Наундорф (Глинск)
- Форст (Баршч) с деревнями Домсдорф (Домашойце), Эйгене-Шолле (Свойске-Грунты), Ойло (Вилов), Фёрстерай-Кёйне (Голникарьня-Хойна), Кёйне (Хойна), Носдорф (Носыдлойце)
- Хорно (Рогов)

## Население
| Год  | Численность | Численность |
| ---- | ----------- | ----------- |
| 2000 | 24 309      | [ 2 ]       |
| 2005 | 22 391      | [ 2 ]       |
| 2010 | 20 618      | [ 3 ]       |
| 2015 | 18 773      | [ 4 ]       |
| 2020 | 17 691      | [ 5 ]       |
| 2021 | 17 545      | [ 6 ]       |
| 2022 | 17 855      | [ 7 ]       |
| 2023 | 17 721      | [ 8 ]       |

В настоящее время город входит в состав культурно-территориальной автономии «Лужицкая поселенческая область», на территории которой действуют законодательные акты земель Саксонии и Бранденбурга, содействующие сохранению лужицких языков и культуры лужичан.

## Города-побратимы
- Лука-над-Йиглавой Чехия